# المكتب الدولي للصحة العامة
كان المكتب الدولي للصحة العامة (بالفرنسية: Office International d'Hygiène Publique) منظمة دولية تأسست في 9 ديسمبر 1907 ومقرها في باريس، فرنسا.  اندمجت في منظمة الصحة العالمية في عام 1946.   
وهي أول منظمة صحية عالمية.  تبادلت الدول الأعضاء المعلومات حول وجود الأمراض وانتشارها، كما قدمت توصيات بشأن النظم الصحية.  ساعدت المنظمة في إعادة هيكلة خدمات الصحة العامة في اليونان والصين في أواخر عشرينيات القرن العشرين. 

## تاريخ
أُنشئت للإشراف على القواعد الدولية المتعلقة بحجر السفن والموانئ لمنع انتشار الطاعون والكوليرا، وإدارة اتفاقيات الصحة العامة الأخرى،  مما أدى إلى الانخراط في أوبئة أخرى، وجمع بيانات وبائية أوسع نطاقًا حول أمراض مختلفة، بالإضافة إلى قضايا مثل السيطرة على الأفيون الطبي والقنب والمخدرات الأخرى،  والصدمات التي خلفتها الحرب العالمية الأولى، وما إلى ذلك. 
كانت فكرة إنشاء مكتب دولي لغرض الحصول على المعلومات ونشرها حول الأمراض المعدية مثل الكوليرا والحمى الصفراء قد طرحت لأول مرة عام 1903 في المؤتمر الصحي الدولي في باريس. وقد تولت الحكومة الفرنسية مسؤولية صياغة مقترح لإنشاء المنظمة، وتم تقديم المسودة النهائية في أغسطس/آب 1907. وفي الثالث من ديسمبر/كانون الأول من نفس العام انعقد المؤتمر التالي في روما، وحضره مندوبون من بلجيكا والبرازيل والهند البريطانية ومصر وفرنسا وبريطانيا وهولندا وإيطاليا والبرتغال ورومانيا وروسيا وإسبانيا وسويسرا والولايات المتحدة. بعد بعض التعديلات، وقع جميع المندوبين، باستثناء رومانيا، على النظام الأساسي في 9 ديسمبر. 
في 4 نوفمبر/تشرين الثاني 1908، عقدت لجنة مكونة من أعضاء من كل دولة صادقت على الوثيقة اجتماعا في وزارة الخارجية في باريس. سيكون هذا بمثابة المخطط للشكل الدائم للمنظمة. وكانت مسؤولياتها هي إنشاء المكتب، ووضع أنظمته، وتوفير نفقاته، وتوجيه عملياته الأولى. 
كان المكتب الدولي للصحة العامة جزءًا من الهيكل المعقد المعروف باسم منظمة الصحة من عصبة الأمم،  في علاقة متنافسة في كثير من الأحيان، وتعاونية في بعض الأحيان مع لجنة الصحة التابعة لعصبة الأمم. 
حُل المكتب بموجب البروتوكولات الموقعة في 22 يوليو 1946  ودمج خدماته الوبائية في اللجنة المؤقتة لمنظمة الصحة العالمية في 1 يناير 1947. ومع ذلك، ظل المكتب قائمًا من الناحية القانونية حتى عام 1952.
وفي عام 1930، لعب المكتب الدولي للصحة العامة دوراً في معالجة تفشي الطاعون في مختلف الموانئ على طول ساحل البحر الأبيض المتوسط. واستجابة لهذا التفشي، طلبت اللجنة في البداية معلومات بشأن توزيع لقاح الطاعون فيما يتعلق بنوع وكمية اللقاحات الموزعة. كما كلف المكتب لجنة بتطوير مصل يمكنه التعرف على أنواع مختلفة من البكتيريا.

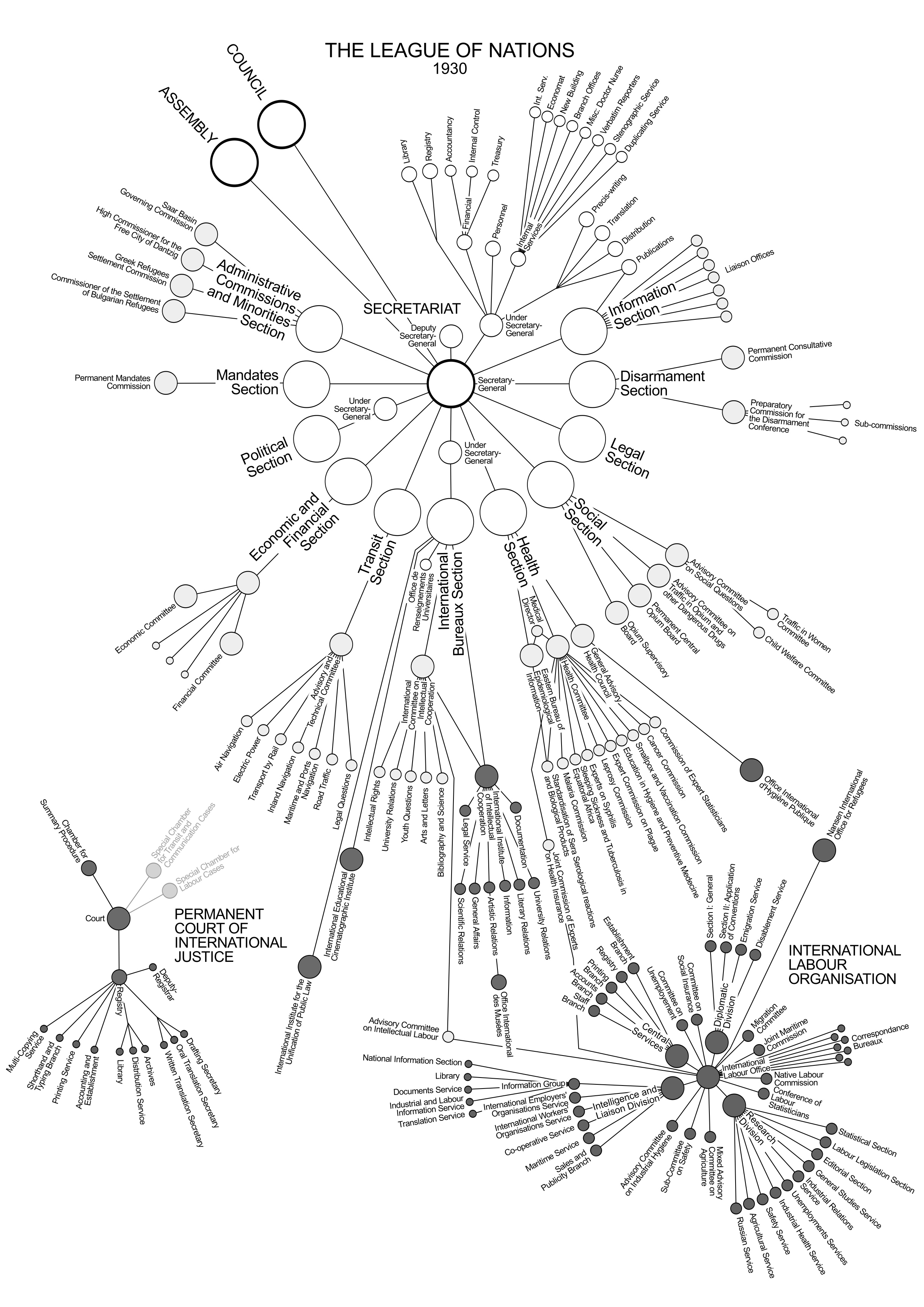
الهيكل التنظيمي للمنظمات الدولية اعتبارًا من عام 1930

## منظمة
أُدير المكتب الدولي للصحة العامة من "لجنة دائمة" يرأسها على التوالي روكو سانتوليكويدو (1908-1919)، وأوسكار فيلجي (1919-1932)، وجورج بوكانان (1932-1936).    شاركت شخصيات مهمة في عمل المنظمة مثل كاميل باريير.
اعتبارًا من عام 1933، تألف المكتب من الأطراف المتعاقدة التالية: 
- الأرجنتين، 1910
- أستراليا، 1909
- الكونغو البلجيكية، 1927
- بلجيكا، 1907
- بوليفيا، 1912
- البرازيل، 1907
- المملكة المتحدة (المستعمرات البريطانية)، 1927
- المملكة المتحدة (الهند البريطانية)، 1908
- بلغاريا، 1909
- كندا، 1910
- تشيلي، 1912
- الدنمارك، 1913
- هولندا (جزر الهند الهولندية)، 1925
- مصر، 1907
- فرنسا، 1907
- الجزائر، 1910
- إفريقيا الاستوائية الفرنسية، 1929
- الهند الصينية الفرنسية، 1914
- غرب إفريقيا الفرنسي، 1920
- ألمانيا، 1928
- المملكة المتحدة، 1907
- اليونان، 1913
- مملكة الحجاز، 1932
- إيرلندا، 1928
- إيطاليا، 1907
- اليابان، 1924
- لوكسمبورغ، 1926
- مدغشقر، 1920
- المغرب، 1920
- المكسيك، 1909
- موناكو، 1913
- هولندا، 1907
- النرويج، 1912
- نيوزيلندا، 1924
- البيرو، 1908
- فارس، 1909
- بولندا، 1920
- البرتغال، 1907
- رومانيا، 1921
- السودان، 1926
- السويد، 1909
- سويسرا[بحاجة لمصدر]
- تشيكوسلوفاكيا، 1922
- اتحاد جنوب إفريقيا، 1919
- إسبانيا، 1907
- تونس، 1908
- تركيا، 1911
- الولايات المتحدة الأمريكية، 1907
- الاتحاد السوفييتي، 1926 ( الإمبراطورية الروسية في 1907)
- الأوروغواي، 1913